# Falca (geometria)
| Falca             | Falca                       |
| ----------------- | --------------------------- |
| </img>            |                             |
| Cares             | 2 triangles, 3 quadrilàters |
| Vores             | 9                           |
| Vèrtexs           | 6                           |
| Poliedre conjugat | Bipiràmide triangular       |
| Propietats        | Convex                      |

En geometria sòlida, una falca és un poliedre definit per dos triangles i tres cares trapezoïdals. Una falca té cinc cares, nou arestes, i sis vèrtexs. Una falca és una subclasse dels prismatoides amb la base i la cresta oposada a dos plans paral·lels. Una falca també es pot classificar com una cúpula.

## Volum
Per a una falca de base rectangular, el volum és:
{\displaystyle V=bh\left({\frac {a}{3}}+{\frac {c}{6}}\right),}
on el rectangle base és a per b, c és la longitud de la vora de l'àpex paral·lel aa, ih l'alçada des del rectangle base fins a la vora de l' àpex .

## Exemples
Es poden crear falques a partir de la descomposició d'altres políedres. Per exemple, el dodecaedre es pot dividir en un cub central amb 6 falques que cobreixen les cares del cub. Les orientacions de les falques són tals que el triangle i les cares trapezoïdals poden connectar-se i formar un pentàgon regular. Un prisma triangular és un cas de falca especial en què les dues cares del triangle són congruents amb la translació. Es poden formar dues falques obtuses bisecant un tetraedre regular en un pla paral·lel a dues vores oposades.
| Prisma triangular (Falca triangular paral·lela) | Falca obtusa com a tetraedre regular bisecat | Falca construïda de 8 cares triangulars i 2 quadrats. Es pot veure com un tetraedre augmentat per dues piràmides quadrades. | El dodecaedre regular pot descompondre's en un cub central i 6 falques sobre les 6 cares quadrades. |

## Comparacions
- Una falca és un paral·lelepípede on una cara s'ha col·lapsat en una línia.
- Una piràmide de base quadrilateral és una falca en què una de les vores entre dues cares trapezoïdals ha col·lapsat en un punt.